# Диоптра
Диоптра (понекад названа диоптрија, од грчког: διοπτρα) ― хеленистички астрономски и геодетски инструмент, који потиче из 3. века пре нове ере. Диоптра је била нишанска цев или, алтернативно, штап са нишаном на оба краја, причвршћен за постоље. Ако је опремљен агломератима, може се користити за мерење углова.

## Употреба
Грчки астрономи су користили диоптре за мерење положаја звезда; и Еуклид и Геминус помињу диоптру у својим астрономским радовима.
Наставио је да се користи као ефикасан алат за истраживање. Прилагођена мерењу, диоптра је слична теодолиту, односно геодетском транзиту, који датира из 16. века. То је тачнија верзија инструмента.
Постоје спекулације да је можда коришћен за изградњу Еупалинијевог аквадукта. Назван „једном од највећих инжењерских достигнућа антике“, то је тунел дуг 1.036 метара „ископан кроз планину Кастро на грчком острву Самос, у 6. веку пре нове ере“ за време Поликратове владавине. Међутим, научници се не слажу око тога да ли је диоптра била доступна тако рано.
Цела књига о конструкцији и геодетској употреби диоптре приписана је Херону Александријском. Херон је био „један од најгенијалнијих инжењера и примењених математичара у историји“.
Диоптра је била широко коришћена за пројекте изградње аквадукта. Завртњи на неколико различитих делова инструмента олакшавају калибрацију за веома прецизна мерења
Диоптру је као геодетски инструмент заменио теодолит.